# Murray Gell-Mann
Murray Gell-Mann (New York, 15 settembre 1929 – Santa Fe, 24 maggio 2019) è stato un fisico statunitense, Premio Nobel per la Fisica nel 1969 per gli studi sulle particelle elementari, in particolare sulla teoria dei quark.

## Biografia
Nato a Manhattan da una famiglia di origine ebraica immigrata da Černivci, ha conosciuto gli anni duri della Grande depressione e la povertà. È stato un bambino prodigio e aspirava a fare il linguista o l'archeologo, ma il padre gli propose di fare l'ingegnere o il fisico; Gell-Mann gli rispose che il corso di fisica era l'unico alla Columbia Grammar in cui era andato male.
Si è laureato in fisica alla Yale University nel 1948 a soli 19 anni e ha conseguito il dottorato presso il MIT (Massachusetts Institute of Technology) nel 1951. È stato professore di fisica presso l'Università di Chicago prima di trasferirsi presso il California Institute of Technology, dove ha insegnato dal 1955 al 1993. È stato professore emerito di fisica teorica presso il Caltech e professore presso il Dipartimento di Fisica e Astronomia dell'Università del Nuovo Messico ad Albuquerque. Nel 1984 ha fondato a Santa Fe  nel Nuovo Messico il Santa Fe Institute, un istituto non profit per la ricerca sui sistemi complessi e lo sviluppo dell'insieme di studi interdisciplinari denominato scienza della complessità. È stato anche un linguista e un collezionista di antichità dell'Asia orientale.

### Contributi scientifici
Ha introdotto la cosiddetta via dell'ottetto (in inglese Eightfold Way che si riferisce al Nobile Ottuplice Sentiero del buddhismo) come mezzo per organizzare coerentemente il gran numero di particelle trovate sperimentalmente negli anni. La via dell'ottetto ha stabilito una chiara relazione tra il sistema dei quark e l'algebra astratta, relazione espressa da una teoria di gauge basata sul gruppo SU(3) denominata cromodinamica quantistica, o QCD (Quantum Chromodynamics), che descrive l'interazione forte fra quark mediata dai gluoni.
Il contributo di Gell-Mann è stato fondamentale anche nello sviluppo del concetto di quark, della legge di conservazione della stranezza e nella scoperta che i quark possiedono carica ±1/3 o ±2/3. Insieme a Francis E. Low, dimostrò il Teorema di Gell-Mann e Low.

#### L'origine del nome Quark
Secondo quanto riferito dallo stesso Gell-Mann, il nome "quark" gli è stato suggerito da una frase senza senso contenuta nel romanzo Finnegans Wake di James Joyce, che egli stava leggendo al tempo della scoperta:
Three quarks for Muster Mark!

Sure he has not got much of a bark

And sure any he has it's all beside the mark.
James Joyce, Finnegans Wake
Ulteriori dettagli a questo riguardo vengono dati da Gell-Mann nel suo libro The Quark and the Jaguar, Adventures in the Simple and the Complex (Il Quark e il Giaguaro, avventure nel semplice e nel complesso).

## Testi
Gell-Mann ha scritto un libro di divulgazione scientifica intitolato The Quark and the Jaguar, Adventures in the Simple and the Complex (Il Quark e il Giaguaro, avventure nel semplice e nel complesso) in cui ha messo a fuoco sia il concetto di elementarità sia quello di complessità. Più in generale egli presenta una netta tendenza alla riflessione filosofica con conseguente teorizzazione del pluralismo ontologico. 
George Johnson gli ha dedicato Strange Beauty: Murray Gell-Mann and the Revolution in 20th-Century Physics (Strana bellezza: Murray Gell-Mann e la rivoluzione della fisica nel XX secolo), la più nota biografia dello studioso.

## Opere tradotte in italiano
- M. Gell-Mann, Il quark e il giaguaro, Torino, Bollati Boringhieri, ISBN 9788833912875, 2000.